# Schloss Siebenhufen

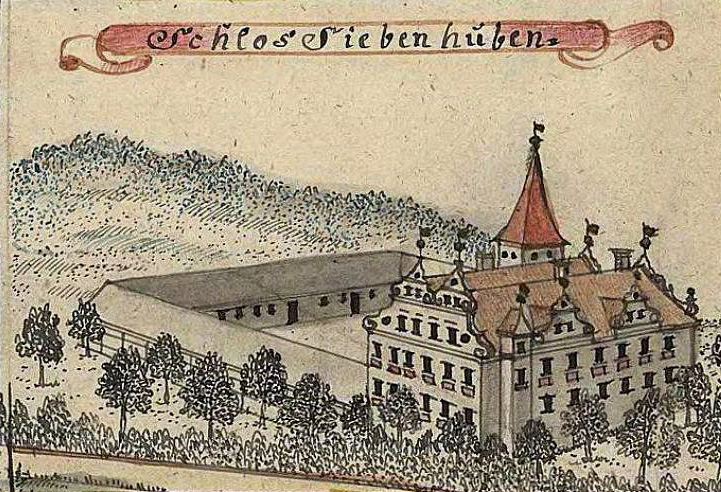
Schloss Siebenhufen im 18. Jh. auf einer Zeichnung von Friedrich Bernhard Werner

Schloss Siebenhufen (polnisch Dwór w Siemisławicach) ist ein Herrenhaus in Siemisławice (deutsch Siebenhufen) in der Landgemeinde Przeworno (deutsch Prieborn) im Powiat Strzeliński in der polnischen Woiwodschaft Niederschlesien.
Zu Beginn des 17. Jahrhunderts von Georg von Czirn als Nachfolger einer Burg erbaut, erfuhr das Gebäude bis in das 20. Jahrhundert mehrfach Veränderungen und Umbauten. Es war der Mittelpunkt eines Gutshofs, der nach dem Zweiten Weltkrieg durch eine PGR genutzt und zu Büros und Wohnungen umgewandelt wurde. Heute steht das Herrenhaus leer und ist ungenutzt. Es wurde am 12. April 1966 unter der Nummer 277/1635 unter Denkmalschutz gestellt.

## Geschichte
Die Wurzeln des heutigen Gebäudes liegen in einer Burg, die den Brieger Piastenherzögen gehörte. Ab 1445 war sie – möglicherweise als Lehen – im Besitz des Adelsgeschlechts von Czirn (auch von Czirnaw). Das Herzogshaus hatte 1445 das gesamte Strehlener Land an Opitz von Czirn verpfändet, und Friedrichs I. von Liegnitz kaufte dessen Sohn Hans bei der Pfandeinlösung zusätzlich auch den Romsberg mit der daraufstehenden Burg ab. Hans von Czirn zog daraufhin nach Siebenhufen und nannte sich fortan "Hans vom Berge vffm Siebenhufen gesessen". Sein Urenkel Georg (tot 1618) ließ 1609 anstelle der Burg ein Herrenhaus im Stil der Spätrenaissance errichten.
Ab 1642 waren Herrenhaus und der dazugehörende Gutsbetrieb wieder Besitz der Herzöge von Liegnitz und Brieg. Christian von Liegnitz-Brieg ließ das Gebäude nach 1654 zu einer Sommerresidenz umbauen und gab das Anwesen als Lehen ans seinen Halbbruder August von Liegnitz, der dort im Mai 1679 starb. Mit dem Tod Herzog Georg Wilhelms I. im November 1675 war die Brieger Piastenlinie ausgestorben, und Kaiser Leopold I. zog in seiner Eigenschaft als König von Böhmen die vereinigten Herzogtümer, Brieg, Liegnitz, Wolau und Ohlau – und somit auch Siebenhufen – als erledigtes Lehen ein. 1687 verpfändete er das Gut gemeinsam mit der Herrschaft Prieborn an den Baron Johann Ludwig von Waffenberg.
Nach dem Ersten Schlesischen Krieg fiel der größte Teil Schlesiens 1742 an Preußen. König Friedrich II. schenkte Siebenhufen mit anderen benachbarten Gütern der Berliner Charité. Sie verpachtete das beständig wachsende Gut und blieb bis zum Ende des Zweiten Weltkriegs Eigentümerin. In der zweiten Hälfte des 19. und zu Beginn des 20. Jahrhunderts erfolgten Umbauten am Gebäude.
Nach dem Übergang Schlesiens an Polen wurde der Besitz verstaatlicht und durch eine PGR genutzt. Dazu wurden im Herrenhaus Büros und Wohnungen eingerichtet. In den Jahren 1972 bis 1974 wurde das Herrenhaus saniert, ist aber heute (Stand: 2023) ungenutzt und steht leer.

## Beschreibung
Das schlichte Gebäude mit verputztem Mauerwerk aus Backstein besitzt einen rechteckigen Grundriss, auf dem sich zwei Geschosse erheben, die von einem pfannengedeckten Satteldach abgeschlossen sind. Aus der neuachsigen Eingangsfassade an der Südseite springt mittig ein sechsgeschossiger Rechteckturm mit Zeltdach hervor. Zwischen seinem dritten und vierten Geschoss hängt an der Außenseite eine skulptierte Sonnenuhr aus dem ersten Drittel des 20. Jahrhunderts. Im Erdgeschoss des Turms liegt ein steinernes Doppelportal im Stil des Manierismus, hinter dem eine Einfahrtshalle liegt. Die beiden doppelflügeligen rundbogigen Portale besitzen eine Rahmung aus großen, behauenen Quadern und sind von wuchtigen Pfeilern auf Postamenten gerahmt. Den oberen Abschluss der Tore bildet eine giebelartige Verdachung mit einer Inschrift (unter anderem der Psalm 127, Vers 1 bis 2) sowie der Jahreszahl 1609, die das Errichtungsjahr des Gebäudes wiedergibt. Bekrönt ist die Inschrift mit den Wappen der Erbauerfamilie Czirn und der von Zedlitz, denn die zweite Frau des Bauherrn stammte aus dieser Familie.
Im Inneren des Gebäudes sind Decken mit Stichkappentonnen, Tonnengewölbe mit Stuckbändern und Böhmische Kappen auf Gurten aus dem 18./19. Jahrhundert erhalten.
An der Westseite des Herrenhauses schließt sich ein eingeschossiger Anbau mit Satteldach, vermutlich aus dem 19./20. Jahrhundert, an. Das Haus ist von Gebäude des ehemaligen Gutshofs umgeben. Dazu zählen ein Wohngebäude, eine Scheune, Ställe und ein Getreidespeicher.